# ایستر پئونی
ایستر پئونی (به انگلیسی: Ester Peony) (زاده ۲۱ ژوئیه ۱۹۹۳) خواننده اهل رومانی است.
او نماینده رومانی در یوروویژن ۲۰۱۹ بود.